# Funkscanner

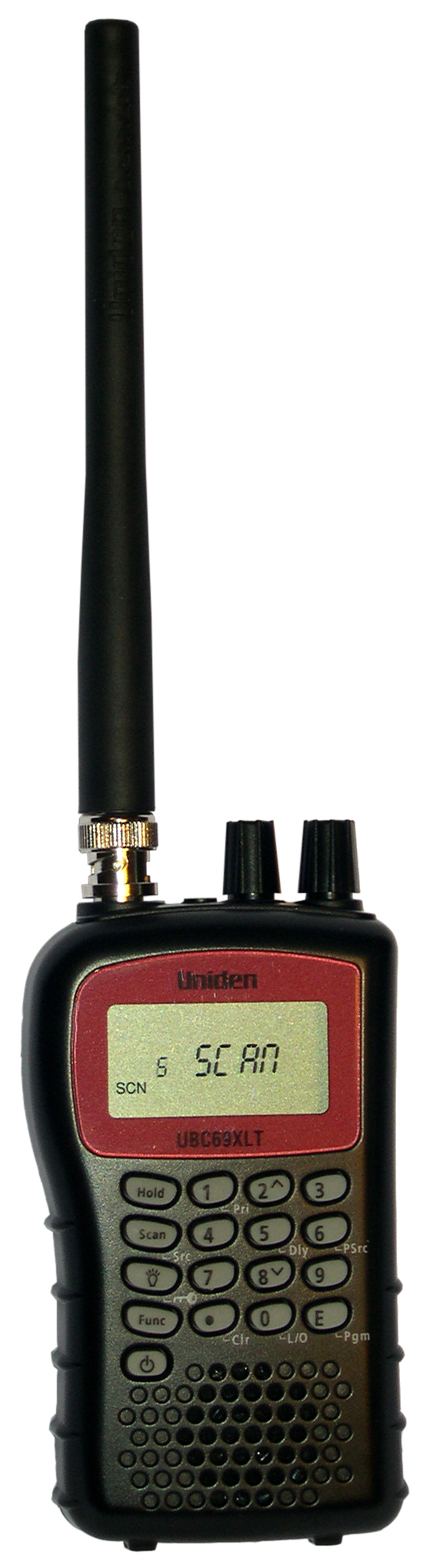
Uniden-Hand-Funkscanner

Funkscanner sind Funkempfänger, die darauf spezialisiert sind, viele Frequenzen zu überwachen. Das Gerät durchsucht hierzu die eingestellten Kanäle oder ganze Frequenzbereiche, bis ein Signal in vorab gewählter Mindeststärke gefunden wird. Dieses Signal – etwa Sprache oder Musik – wird dann über einen Lautsprecher oder Kopfhörer ausgegeben.

## Anwendungen
Solche Geräte eignen sich zum Abhören einfach modulierter analoger Signale. Häufig werden sie zur Suche nach aktiven Kanälen im Amateurfunk oder zum Abhören des Polizeifunks (obwohl dieser mittlerweile digital ist und damit nicht mehr anhörbar)genutzt. Auch andere Signale wie z. B. von Wettersatelliten können mit einem Funkscanner empfangen werden und durch Programme am PC entschlüsselt werden.
Seitens der Technik und der Hersteller gibt es bei diesen Geräten in der Regel keine Einschränkungen, die das Mithören des Funkverkehrs von Behörden und Organisationen mit Sicherheitsaufgaben, des Militärs und anderer Sicherheitsdienste verhindern, obwohl dies abhängig vom Länderrecht illegal sein und bei Vorsatz strafrechtliche Folgen nach sich ziehen kann.

## Technik

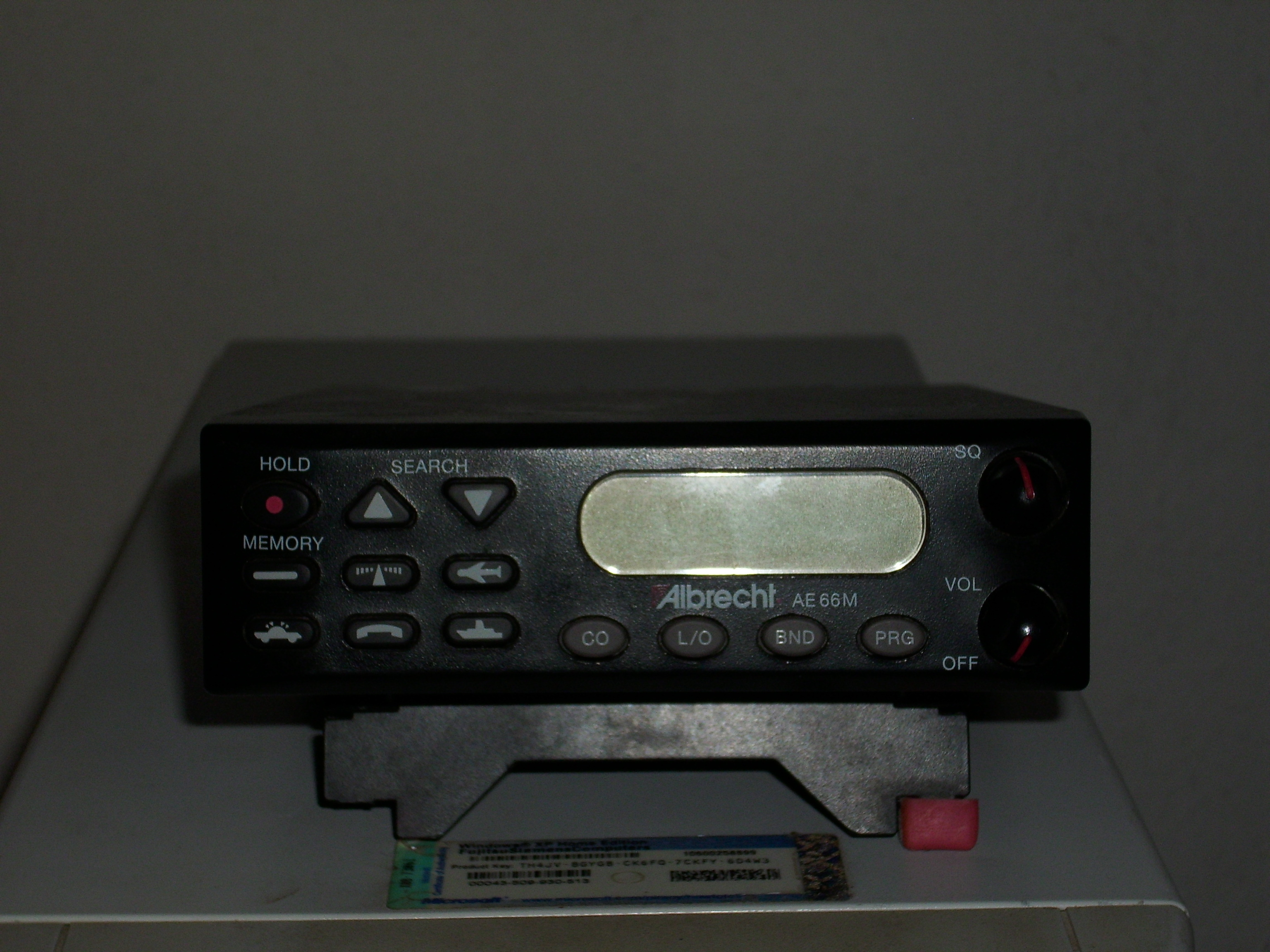
Albrecht-Mobil-Funkscanner

Funkscanner gibt es als Handgeräte, Mobilgeräte und Stationsgeräte. Einfache Geräte, wie sie für den Amateurfunk ausreichen, bieten als Modulationsart nur FM und können nur innerhalb fester Frequenzbereiche suchen, z. B. 26–30 MHz, 66–88 MHz, 137–174 MHz oder 400–470 MHz. Höherwertige Geräte haben hingegen einen durchgehenden Empfangsbereich von einigen kHz bis 3,3 GHz in allen Modulationsarten wie AM, FM, SSB (LSB und USB) und CW.

## Rechtliches
Jedermann in Deutschland darf ein solches Gerät erwerben, besitzen und auch benutzen. Jedoch ist dabei zu beachten, dass nur Amateurfunkfrequenzen, Wettersatelliten o. ä. abgehört werden dürfen. Das Abhören von BOS-Frequenzen (Behörden und Organisationen mit Sicherheitsaufgaben) ist dabei verboten (§ 5 in Verbindung mit § 27 Telekommunikation-Telemedien-Datenschutz-Gesetz - TTDSG). Selbst wenn eine Berechtigung für die Teilnahme am BOS-Funk vorliegt, weil man z. B. bei der Polizei, Feuerwehr, Rettungsdienst etc. tätig ist, dürfen die Sendungen mit einem Funkscanner nicht für private Zwecke empfangen werden.

## Hersteller und Markennamen
- Albrecht
- Alinco
- AOR
- Electra, Bearcat Serie
- Icom
- Kenwood
- Maycom
- Uniden
- Yaesu
- Yupiteru